# Radomiro Tomic
Radomiro Tomic Romero (Calama, 7 de mayo de 1914 - Santiago, 3 de enero de 1992) fue un abogado y político chileno, candidato a la presidencia de la República en la elección de 1970. Titulado de abogado de la Pontificia Universidad Católica de Chile (PUC). Inició su actividad política en los círculos socialcristianos de la PUC. Fue uno de los cofundadores de la Falange Nacional (FN, futura Democracia Cristiana, DC). Fue presidente del partido (1946-1947 y 1952-1953).

## Orígenes y familia
De ascendencia croata, fue el quinto de siete hijos del matrimonio entre Esteban Tomic Dvornik (alcalde de Calama en la década de 1930, quien inauguró el actual edificio consistorial de la comuna) y María Romero García. Tuvo siete hermanos.
En 1940, estando en Estocolmo (Suecia), se casó con Olaya Errázuriz Echeñique, con quien fue padre de nueve hijos; Amaya, Esteban, quien fuera embajador de Chile ante la Organización de Estados Americanos (OEA), Carlos, Gabriel, Felipe, Blas, Olaya, Juan Cristóbal y Francisco.

### Estudios
Estudió en el Colegio San Luis de Antofagasta. Finalizada su etapa escolar, ingresó a la Facultad de Derecho de la Pontificia Universidad Católica de Chile. Se tituló de abogado en 1941 con la tesis: Derecho Internacional: el sistema interamericano. Al titularse obtuvo el "Gran Premio" al alumno más destacado.

## Trayectoria profesional
En el ámbito laboral, se desempeñó en el área periodística. Entre 1937 a 1941, fue director del diario El Tarapacá de Iquique, donde sucedió en el puesto a Eduardo Frei Montalva. Luego dirigió la Editorial del Pacífico. También ejerció la docencia como profesor de Política Económica, Economía Política y Legislación Social en la Universidad Católica de Chile y en el Instituto Politécnico. Por otra parte, ocupó el cargo de director de los Centros del Progreso por Tarapacá y Antofagasta.

## Trayectoria política
Se inició en política durante su época universitaria, al asumir como presidente del Centro de Alumnos de Derecho de la PUC y luego, de la Federación de Estudiantes de su universidad.
En 1938, junto a Eduardo Frei Montalva, Bernardo Leighton, Manuel Antonio Garretón y Rafael Gumucio, entre otros, fundó la Falange Nacional (FN). Fue su presidente nacional entre 1946 y 1947, y nuevamente entre los años 1952 y 1953.
Fue elegido diputado en dos periodos consecutivos por Arica, Pisagua e Iquique (1941-1945 y 1945-1949) Fue diputado reemplazante en la Comisión Permanente de Educación Pública e integró la Comisión Permanente de Defensa Nacional. En el segundo periodo fue reemplazante en la Comisión Permanente de Constitución, Legislación y Justicia e integró la Comisión Permanente de Vías y Obras Públicas. Entre 1945 y 1946 integró el Comité Falangista.
Posteriormente fue senador por las provincias de Tarapacá y Antofagasta (1950-1953, en elección complementaria, reemplazando a Pablo Neruda que fue desaforado por Ley de Defensa de la Democracia). Fue senador reemplazante en la Comisión Permanente de Hacienda y Presupuestos; en la de Obras Públicas y Vías de Comunicación; y en la de Higiene, Salubridad y Asistencia Pública.
En 1961 es elegido senador por Aconcagua y Valparaíso (para el periodo 1961-1965). Integró la Comisión Permanente de Constitución, Legislación, Justicia y Reglamento; y la de Educación Pública. No terminó su periodo parlamentario luego de ser destinado como embajador de Chile en Estados Unidos, el 4 de marzo de 1965. Fue reemplazado por Benjamín Prado Casas.
Como congresista participó en diversas actividades internacionales: en 1951 fue delegado a la Conferencia de Cancilleres Americanos celebrada en Washington; en 1955 fue recibido como invitado de honor por el Gobierno Yugoslavo; en 1957, integró la delegación que negoció el Tratado de Comercio con Argentina y participó en el Congreso Internacional de São Paulo. En 1958, participó en el Congreso Internacional de Bruselas; fue invitado por el Departamento de Estado en Washington y por el Gobierno de Italia. Al año siguiente, viajó a Cuba como invitado oficial del Gobierno y en 1960, visitó Venezuela y Colombia también por invitación oficial.
Entre las mociones presentadas que fueron ley de la República están: la Ley N.º 7855 del 8 de septiembre de 1944, que modifica el Código Orgánico de Tribunales en lo que se refiere al otorgamiento de títulos a los abogados; la Ley N.º 7884 del 27 de septiembre de 1944 que rebaja pasajes de Ferrocarriles del Estado y Ferrocarriles particulares a los deportistas; la Ley N.° 8715 del 12 de diciembre de 1946 sobre establecimiento de la inamovilidad de empleados fiscales, semifiscales y otros, en períodos de elecciones presidenciales. Además de la Ley que creó el impuesto extraordinario al cobre, la de la Junta Nacional de Auxilio Escolar y Becas, y la Ley de la Corporación del Cobre (Codelco), entre otras.
Durante su labor parlamentaria, fue un férreo defensor de la "chilenización del cobre", razón por la cual en 1992 Codelco le puso a un yacimiento su nombre.
En 1965 renunció a su escaño de senador para aceptar el cargo de embajador de Chile ante Estados Unidos, sirviendo desde el 4 de marzo de 1965 hasta el 13 de abril de 1968.

## Ideología y actividad partidaria
Líder de la tendencia ideológica progresista de la Democracia Cristiana,  fue el candidato presidencial de su partido a las elecciones presidenciales de 1970, donde resultó vencedor Salvador Allende. Tomic apoyó la ratificación de Allende por parte del Parlamento. 
Inauguró la campaña política con una frase emblemática que es recordada por el punto de inflexión que marcó al interior del partido:

No me tiembla la voz para decirlo: o la revolución democrática y popular dando forma a un inmenso esfuerzo de participación del pueblo para que Chile alcance otro horizonte y un nuevo destino, o el colapso institucional dividirá gravemente a los chilenos contra sí mismos
Radomiro Tomic

Durante la dictadura militar de Chile vivió unos años en Ginebra. Y en 1990, el Presidente Aylwin, en ese entonces, lo nombró embajador ante la ONU en Ginebra.
Como parlamentario y político fue defensor de la soberanía chilena sobre los yacimientos de cobre y el rol del Estado en la gran minería del cobre (ver Chilenización del cobre). En 1992, CODELCO nombró a un yacimiento Radomiro Tomic en su honor.
Murió en 1992 a causa de una dolencia hepática. Hasta la fecha, su partido sigue recordando sus ideas y considerándole uno de sus referentes más importantes en la historia. En tanto que, en su natal Calama, el más nuevo de los liceos de la Corporación Municipal de Desarrollo Social (COMDES), creado el año 2002, lleva su nombre.

## Obra escrita
Fue el autor de las siguientes publicaciones: El sistema interamericano y el mercado regional interamericano; Chile y la guerra (1942); Fundamentos cristianos para un nuevo orden económico social en Chile; Democracia, capitalismo y comunismo; y Bases para una política del cobre (1952).